# Intersputnik
A Intersputnik International Organization of Space Communications popularmente conhecido como Intersputnik é uma organização internacional de serviços de comunicações via satélite fundada em 15 de novembro de 1971, em Moscou pela União Soviética, juntamente com um grupo de oito estados ex-socialistas (Polônia, Tchecoslováquia, Alemanha Oriental, Hungria, Romênia, Bulgária, Mongólia, e Cuba).
O objetivo era e continua a ser o desenvolvimento e uso comum de satélites de comunicações. Ela foi criada como resposta do Bloco do Leste à ocidental organização Intelsat. Desde 2008 a organização tem 25 países membros, entre os quais a Alemanha como o sucessor legal da Alemanha Oriental.
A Intersputnik hoje em dia é uma organização alinhada comercialmente. Ela opera 12 satélites em órbita e 41 transponders. Em unho de 1997, a Intersputnik criou a Lockheed Martin Intersputnik (LMI) uma joint venture com a Lockheed Martin, que constrói e opera os satélites do mesmo nome.

## Estados-membros
| - Afeganistão - Alemanha (como o sucessor legal da Alemanha Oriental) - Azerbaijão - Bielorrússia - Bulgária - Camboja - Cazaquistão - Coreia do Norte - Cuba - Geórgia - Hungria - Iêmen - Índia | - Laos - Mongólia - Nicarágua - Polônia - Quirguistão - Romênia - Rússia - Síria - Tajiquistão - Tchéquia - Turcomenistão - Ucrânia - Vietnã |  |

## Frota de satélites
| Satélite | Fabricante                        | Data do lançamento | Veículo de lançamento  | Estado  | Nota                                                   |
| -------- | --------------------------------- | ------------------ | ---------------------- | ------- | ------------------------------------------------------ |
| LMI-1    | Lockheed Martin                   | Proton-K/Blok-DM3  | 26 de setembro de 1999 | Ativo   | Anteriormente denominado de LMI-1 e ABS-1              |
| LMI-AP 1 | NPO Prikladnoi Mekhaniki (NPO PM) | Proton-K/Blok-DM-2 | 18 de novembro de 1993 | Inativo | Também conhecido por Gorizonte 29, Rimsat 1 e PASI 1   |
| LMI-AP 2 | NPO Prikladnoi Mekhaniki (NPO PM) | Proton-K/Blok-DM-2 | 20 de maio de 1994     | Inativo | Também conhecido por Gorizonte 30, imsat 2 e AsiaSat G |